# 烏克蘭雙齒七鰓鰻
烏克蘭雙齒七鰓鰻（學名：Eudontomyzon mariae），為圓口綱七鰓鰻目七鰓鰻科雙齒七鰓鰻屬的一種，分布於歐洲波羅的海沿岸奧得河、維斯瓦河、涅曼河、黑海北部薩瓦河、德拉瓦河、多瑙河、普魯特河、第聶伯河、德涅斯特河、頓河、庫班河以及喬治亞南部、愛琴海和裏海伏爾加河-蘇拉河流域，本魚牙齒大多數呈絨毛狀，口上板，通常只有2顆單尖牙，口下板，通常有5-10顆單尖牙，但最外側的1-2顆牙齒可能是雙尖牙，縱向舌板，每片有5-11顆單尖齒，軀幹肌節60-73，尾鰭鏟狀，顏色為深灰色至黑色，體長可達22公分，壽命可達7年，棲息在水質清澈、流動快、沙石底質的山區溪流，幼魚被稱為ammocoetes，最初在河床的沙子和礫石中發育，它們以從沉積物中過濾出來的矽藻及有機碎屑為食，產卵期在五月初到六月初，成魚不進食，可作為餌魚。